# (6324) Kejonuma
(6324) Kejonuma est un astéroïde de la ceinture principale.

## Description
(6324) Kejonuma est un astéroïde de la ceinture principale. Il fut découvert le 23 février 1991 à Nasukarasuyama par Shigeru Inoda et Takeshi Urata. Il présente une orbite caractérisée par un demi-grand axe de 2,58 UA, une excentricité de 0,15 et une inclinaison de 2,3° par rapport à l'écliptique.